# Yeongju
Yeongju (Hán Việt: Vinh Châu) là một thành phố thuộc tỉnh Gyeongsang Bắc tại Hàn Quốc. Thành phố giáp huyện Bonghwa ở phía đông, huyện Danyang của tỉnh Chungcheong Bắc ở phía tây, thành phố Andong và huyện Yecheon ở phía nam và huyện  Yeongwol của tỉnh Gangwon ở phía bắc.
Chùa Buseoksa tại Yeongju nối tiếng là chùa đại diện cho phái Hoa nghiêm kinh của Phật giáo Tân La. Sosu Seowon là Seowon (thư viện Nho giáo) đầu tiên có được nguồn hỗ trợ tài chính quốc gia bằng cách miễn thuế.
Yeongju có một nhà máy Novelis Aluminum lớn, với 1000 lao động.  Nhà máy này cung cấp sản phẩm tấm nhôm cán mỏng cho các khách hành khắp châu Á.

## Khí hậu
| Dữ liệu khí hậu của Yeongju              | Dữ liệu khí hậu của Yeongju | Dữ liệu khí hậu của Yeongju | Dữ liệu khí hậu của Yeongju | Dữ liệu khí hậu của Yeongju | Dữ liệu khí hậu của Yeongju | Dữ liệu khí hậu của Yeongju | Dữ liệu khí hậu của Yeongju | Dữ liệu khí hậu của Yeongju | Dữ liệu khí hậu của Yeongju | Dữ liệu khí hậu của Yeongju | Dữ liệu khí hậu của Yeongju | Dữ liệu khí hậu của Yeongju | Dữ liệu khí hậu của Yeongju |
| Tháng                                    | 1                           | 2                           | 3                           | 4                           | 5                           | 6                           | 7                           | 8                           | 9                           | 10                          | 11                          | 12                          | Năm                         |
| ---------------------------------------- | --------------------------- | --------------------------- | --------------------------- | --------------------------- | --------------------------- | --------------------------- | --------------------------- | --------------------------- | --------------------------- | --------------------------- | --------------------------- | --------------------------- | --------------------------- |
| Trung bình ngày tối đa °C (°F)           | 2.4 (36.3)                  | 5.4 (41.7)                  | 11.0 (51.8)                 | 18.8 (65.8)                 | 23.6 (74.5)                 | 27.1 (80.8)                 | 28.6 (83.5)                 | 29.5 (85.1)                 | 25.4 (77.7)                 | 19.9 (67.8)                 | 12.0 (53.6)                 | 5.1 (41.2)                  | 17.4 (63.3)                 |
| Trung bình ngày °C (°F)                  | −2.9 (26.8)                 | −0.3 (31.5)                 | 4.8 (40.6)                  | 11.7 (53.1)                 | 16.9 (62.4)                 | 21.0 (69.8)                 | 23.8 (74.8)                 | 24.2 (75.6)                 | 19.1 (66.4)                 | 12.5 (54.5)                 | 5.6 (42.1)                  | −0.6 (30.9)                 | 11.3 (52.3)                 |
| Tối thiểu trung bình ngày °C (°F)        | −8.2 (17.2)                 | −5.8 (21.6)                 | −1.0 (30.2)                 | 4.4 (39.9)                  | 10.0 (50.0)                 | 15.4 (59.7)                 | 19.8 (67.6)                 | 20.0 (68.0)                 | 14.0 (57.2)                 | 6.2 (43.2)                  | −0.2 (31.6)                 | −5.8 (21.6)                 | 5.7 (42.3)                  |
| Lượng Giáng thủy trung bình mm (inches)  | 19.8 (0.78)                 | 28.8 (1.13)                 | 54.3 (2.14)                 | 82.9 (3.26)                 | 109.9 (4.33)                | 164.6 (6.48)                | 303.6 (11.95)               | 273.1 (10.75)               | 153.2 (6.03)                | 43.2 (1.70)                 | 39.3 (1.55)                 | 18.3 (0.72)                 | 1.290,9 (50.82)             |
| Số ngày giáng thủy trung bình (≥ 0.1 mm) | 5.1                         | 5.7                         | 7.6                         | 7.7                         | 8.1                         | 9.5                         | 14.8                        | 14.2                        | 8.9                         | 5.3                         | 6.4                         | 5.0                         | 98.3                        |
| Độ ẩm tương đối trung bình (%)           | 61.4                        | 59.0                        | 59.1                        | 55.4                        | 61.9                        | 69.5                        | 78.3                        | 78.1                        | 75.7                        | 70.2                        | 66.4                        | 63.7                        | 66.6                        |
| Số giờ nắng trung bình tháng             | 192.5                       | 192.4                       | 220.1                       | 240.3                       | 256.2                       | 225.3                       | 170.0                       | 188.8                       | 189.0                       | 215.3                       | 179.7                       | 184.2                       | 2.461,5                     |
| Nguồn:                                   |                             |                             |                             |                             |                             |                             |                             |                             |                             |                             |                             |                             |                             |

## Hành chính
Yeongju được chia thành 19 đơn vị:  9 dong và eup cùng 9 (myeon).
- Yeongju-1-dong (영주1동)
- Yeongju-2-dong (영주2동)
- Gaheung-1-dong (가흥1동)
- Gaheung-2-dong (가흥2동)
- Hyucheon-1-dong (휴천1동)
- Hyucheon-2-dong (휴천2동)
- Hyucheon-3-dong (휴천3동)
- Sangmang-dong (상망동)
- Hamang-dong (하망동)
- Punggi-eup (풍기읍)
- Buseok-myeon (부석면)
- Munsu-myeon (문수면)
- Pyeongeun-myeon (평은면)
- Isan-myeon (이산면)
- Bongheon-myeon (봉현면)
- Sunheung-myeon (순흥면)
- Jangsu-myeon (장수면)
- Anjeong-myeon (안정면)
- Dansan-myeon (단산면)

## Hình ảnh

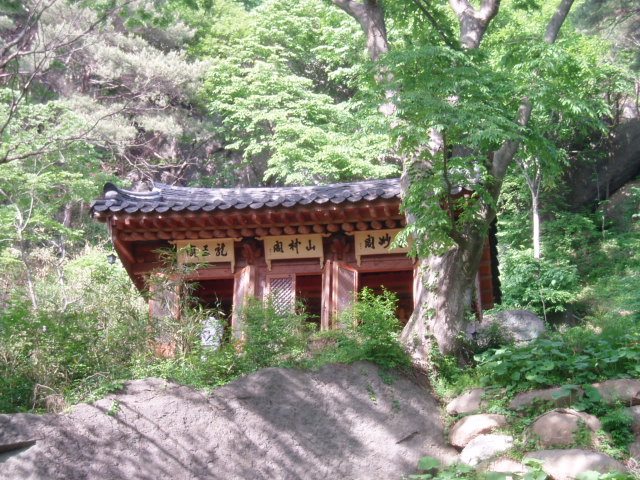
Buseoksa
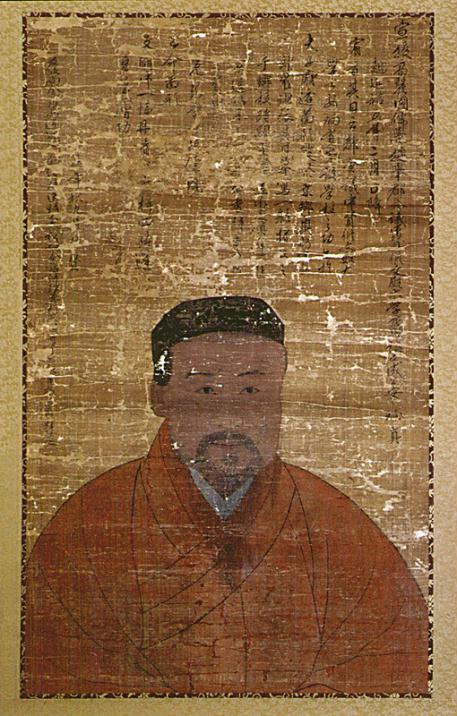
Chân dung học giả Nho giáo, An Hyang, lưu trữ tại Sosu Seowon
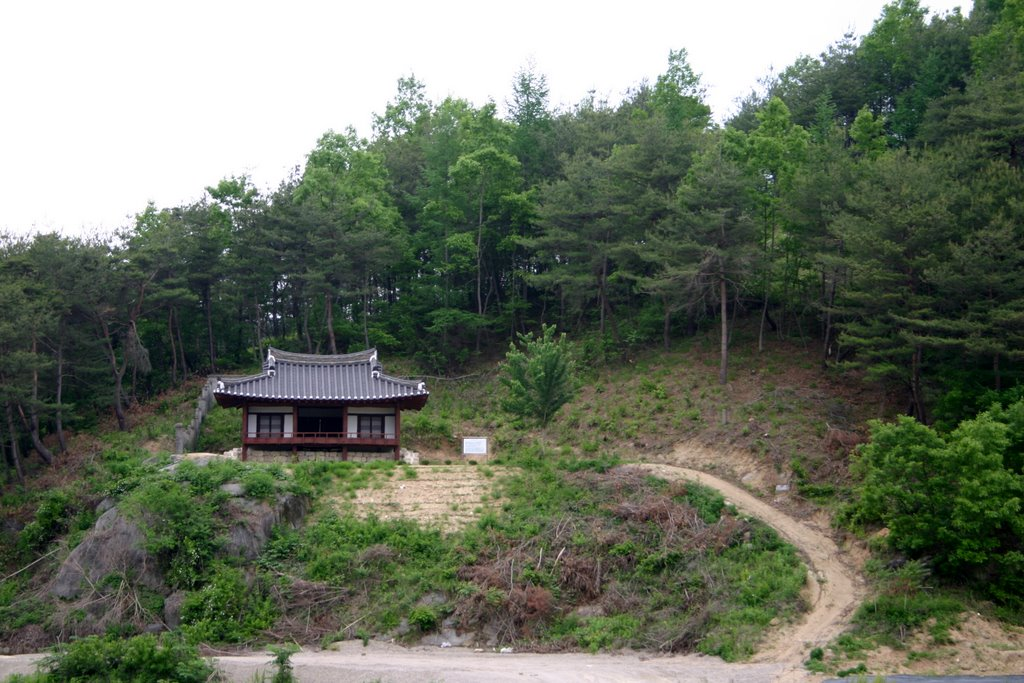
Một đình tại Tansan-ri, Yeongju
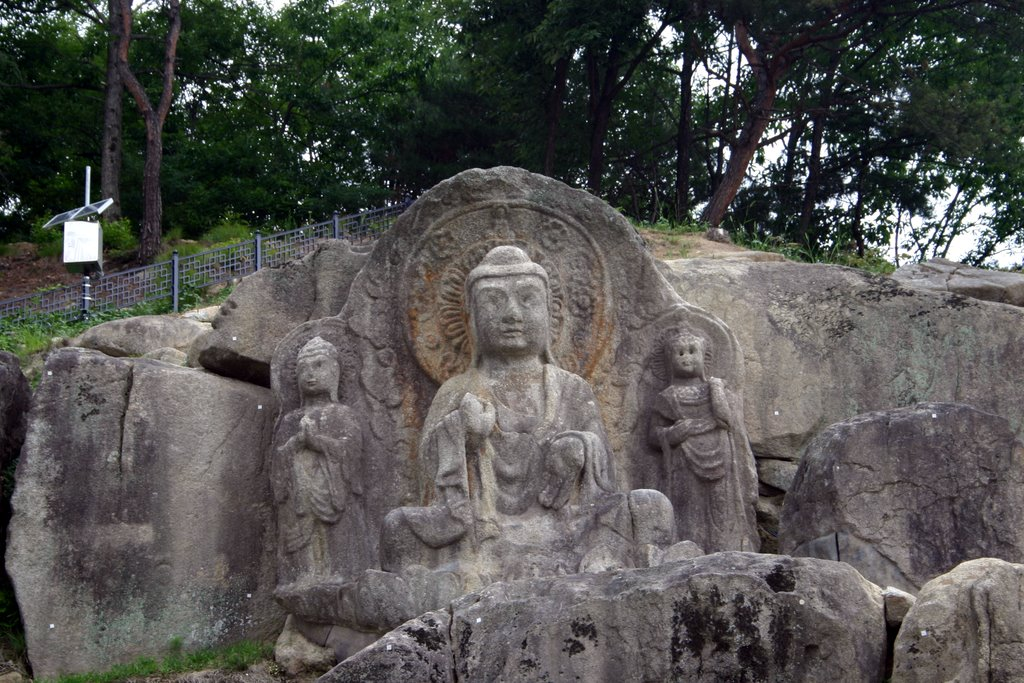
Tảng đá có khắc hình tượng Phật ở Yeongju

## Thành phố kết nghĩa
- Gangnam, Hàn Quốc
- Tô Châu, Trung Quốc